# Dieu a choisi Paris
Pour plus de détails, voir Fiche technique et Distribution.
Dieu a choisi Paris est un film documentaire français en noir et blanc avec de rares séquences en couleur réalisé par Gilbert Prouteau et Philippe Arthuys, sorti en 1969.

## Synopsis
Images d'archives et de fictions évoquent les arts, les sciences et les personnalités dans la capitale. Le documentaire raconte l'histoire de Paris de la fin du XIXe siècle jusqu'à l'immédiat après  guerre. Parfois, il replace l'histoire de Paris dans un contexte historique plus général. Les commentaires font une large part à des citations d'Eiffel, Mermoz, Tolstoï, Lénine, Zola, Marie Curie, Proust... illustrant les images d'époque de ces célébrités.

## Fiche technique
- Titre : Dieu a choisi Paris
- Réalisation : Gilbert Prouteau, Philippe Arthuys
- Photographie : Raymond Letouzey
- Montage : Jean Delaye, Martine Gournac, Michel Hirtz, Jean-Louis Levi-Alvarès
- Musique : Darius Milhaud, Jean Wiéner
- Genre : Documentaire
- Année : 1969
- Pays :  France

## Distribution
- Jean-Paul Belmondo

avec les voix (narrateur)
- Michel Bouquet
- Julien Bertheau
- Pascale Audret
- Jean Négroni
- Pierre Fresnay
- Renée Saint-Cyr
- Mistinguett (images d'archives)